# Йост Кляйн
Йост Кляйн (нід. Joost Klein; нар. 10 листопада 1997), відомий під мононімом Joost — нідерландський музикант, репер, співак і колишній ютубер. В основному є виконавцем хіп-хопу, окрім цього його пісні та виступи часто містять вплив електронної музики, такої як драм-енд-бейс, гардстайл і габбер. Йост випустив вісім студійних альбомів, два з яких потрапили до першої десятки Dutch Albums Top 100. Чотири його пісні потрапляли в Dutch Top 40 і найбільш відомим він став завдяки «Scandinavian Boy», «Wachtmuziek» і «Friesenjung». Представник Нідерландів на Пісенному конкурсі Євробачення 2024 з піснею «Europapa».

## Біографія
Йост Кляйн народився 10 листопада 1997 року в Леувардені, Фрисландія, і виріс у сусідньому селі Брітсюм. У 2008 році він відкрив канал на YouTube під назвою EenhoornJoost. Йост навчався в Леувардені, але не закінчив навчальну програму. У віці дванадцяти років він втратив батька через рак. Через рік, у 2011-му, його мати померла від зупинки серця. Після смерті батьків Кляйном опікувалися старші брат і сестра.

## Кар'єра

### 2016—2017: Початок музичної кар'єри

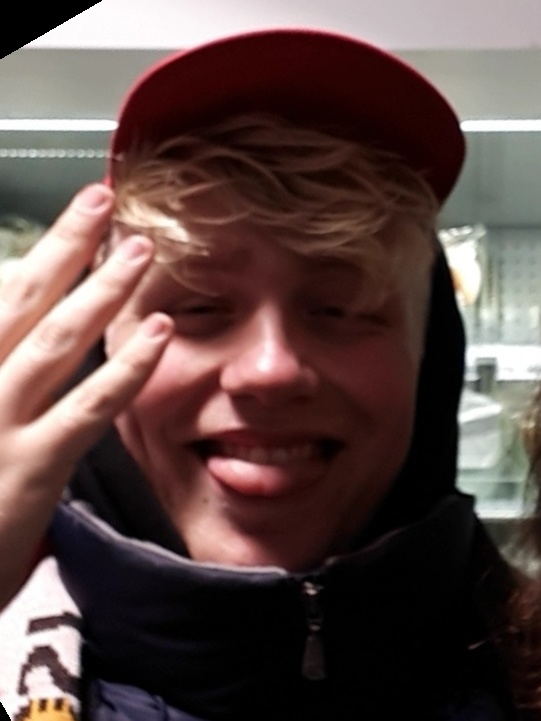
Йост у 2018 році

Як ютубер, Кляйн публікував відео, починаючи від скетчів і закінчуючи мінідокументальними фільмами. У 2016 році він випустив свій дебютний мініальбом Dakloos, після чого почав зосереджуватися на музичній кар'єрі. «Bitches» був його першим музичним відео, яке набрало мільйон переглядів на YouTube. Йост деякий час мав контракт із TopNotch у 2017—2018 роках, але зрештою вирішив заснувати власний звукозаписний лейбл — Albino Records.
20 жовтня 2017 року Кляйн випустив мікстейп «Scandinavian Boy», а потім сингли «Meeuw» і «Ome Robert» у 2018 році. 3 серпня 2018 року Кляйн випустив студійний альбом M van Marketing разом із нідерландським репером Донні. Для просування альбому дует організував одноразовий концерт під назвою «Viraal in Carré» в театрі Carré в Амстердамі.

### 2018—2021: Albino, 1983, Joost Klein 7
Йост написав невелику книгу віршів під назвою «Альбінос», яка була опублікована 14 листопада 2018 року. Кляйн зазначив, що написав твір завдяки своєму батькові, який також написав книгу і заохочував сина зробити те саме. Для просування свого однойменного студійного альбому співак організував у 2019 році концертний тур It's not going so well, під час якого виступив на таких заходах як Paard, De Oosterpoort, Doornroosje та Paradiso, у якому завершив тур 3 березня 2019 року. Наступного літа Кляйн виступав на великих фестивалях Бенілюксу, таких як Pukkelpop, Pinkpop, Lowlands і Zwarte Cross.
15 листопада 2019 року випустив альбом 1983, назва якого вказує на рік народження його старшого брата. Під час створення альбому Йост співпрацював із музичними продюсерами Міком Спеком, Каубоєм і Танту Бітсом.
24 квітня 2020 року випустив альбом Joost Klein 7, який складається з семи пісень, включно з декількома спільними з канадським репером bbno$. 7 серпня того ж року Йост випустив сингл «Ik wil je», ремікс на однойменну пісню бельгійського гурту De Kreuners.

### 2022-2024: Fryslân та Євробачення 2024
11 березня 2022 року, на початку повномасштабного вторгнення Росії в Україну, вийшов спільний трек Кляйна з російським музикантом CMH (Руслан Тушенцов) під назвою «Jackass». У пісні Кляйн співає про любов до російських жінок:
«Привіт, мене звати Йост Кляйн
Я люблю Росію, чоловіче…»
«Я люблю російську малу
Я вважаю, що без негативного російського руху

Я хочу російську жінку…»
У коментарі Суспільному Кляйн пояснив, що пісня була записана задовго до війни, рішення її випустити нібито прийняв лейбл російського артиста, оскільки вони володіють правами на пісню. Текст пісні він назвав невдалою сатирою: «Мені подобається жартувати. Але іноді жарт буває не таким, як треба».
13 вересня 2022 року Кляйн випустив свій восьмий студійний альбом під назвою Fryslân на честь його рідної провінції, Фрисландії. Альбом містить сингли «Florida 2009», «Wachtmuziek» і «Papa en mama» і був повністю спродюсований Tantu Beats. В альбомі можна почути різні семпли, наприклад, від Doe Maar і Crazy Frog. У «Florida 2009», прем'єра якої відбулася на фестивалі Pinkpop у 2022 році, Кляйн розмірковує про смерть своїх батьків.
У лютому 2023 року вийшла пісня «Normalije Bass» спільно з гуртом Russian Village Boys. Того ж році Кляйн здобув свій перший хіт у Німеччині із синглом «Friesenjung» у співпраці з німецьким репером Ski Aggu й адаптацією пісні східнофризького коміка Отто Ваалкеса. Пісня посіла перше місце в німецькому топ-100 синглів. Однією з останніх пісень в його творчості, присвяченим батькам, стала "Florida 2009" (2023), де артист співає про душевне спустошення, яке не покидає тебе усе життя. 

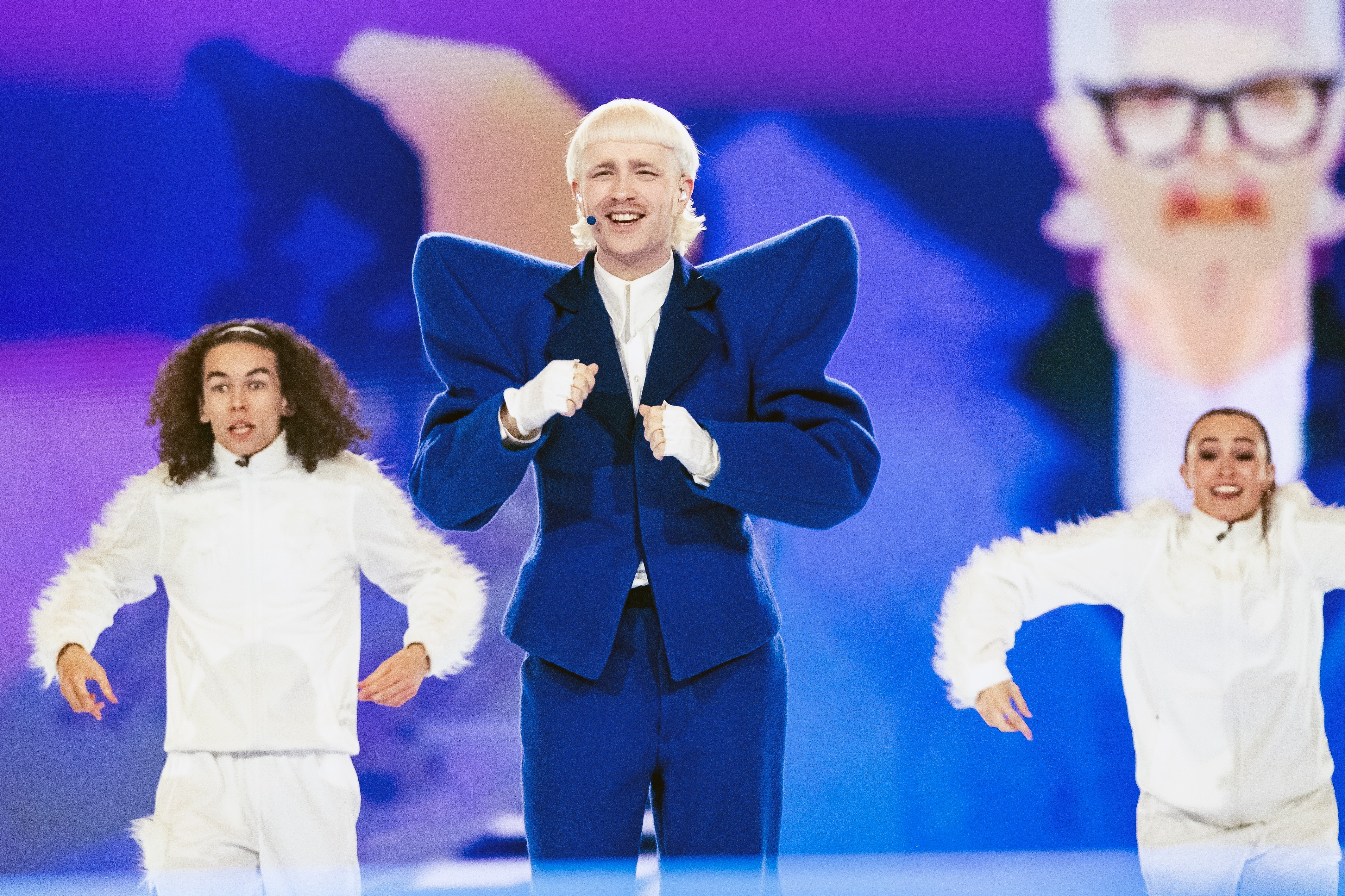
Виступ у другому півфіналі Євробачення 2024

2023 року Йост також висловив бажання представляти Нідерланди на Пісенному конкурсі Євробачення 2024 у Мальме, Швеція. Для того, щоб спробувати реалізувати цю мету, радіопрограма NPO 3FM VoorAan of PowNedin створила петицію. 11 грудня 2023 року AVROTROS оголосив, що співак був обраний представником Нідерландів на конкурсі. Його пісня під назвою «Europapa» вийшла 29 лютого 2024 року. 11 травня 2024 ЄМС заявила про те, що Йост не братиме участі в фіналі, оскільки шведська поліція почала розслідування скарги жінки-члена продюсерської команди.

### 2025: подальша діяльність
У лютому 2025 року стало відомо, що Кляйн записав трек під назвою «United by Music» з естонським виконавцем Томмі Кешем. У пісні є рядки «Ми хочемо миру вони хочуть війни», «Я хочу полетіли в Київ, поїхати в Москву». 